# Bucey-lès-Traves
Bucey-lès-Traves là một xã thuộc tỉnh Haute-Saône trong vùng Bourgogne-Franche-Comté phía đông nước Pháp.